# Instrucciones por segundo

Eficacia del procesamiento informático, medida como la potencia necesaria por millón de instrucciones por segundo (vatios por MIPS)

Las instrucciones por segundo (IPS, del inglés instructions per second) son una medida de la velocidad del procesador de una computadora. Para las computadoras de conjunto de instrucciones complejo (CISC), diferentes instrucciones toman diferentes cantidades de tiempo, por lo que el valor medido depende de la mezcla de instrucciones; incluso para comparar procesadores en la misma familia, la medición de IPS puede ser problemática. Muchos valores de IPS reportados han representado tasas de ejecución «pico» en secuencias de instrucciones artificiales con pocas ramificaciones y sin contención de caché, mientras que las cargas de trabajo realistas típicamente conducen a valores de IPS significativamente más bajos. La jerarquía de memoria también afecta en gran medida el rendimiento del procesador, un problema apenas considerado en los cálculos de IPS. Debido a estos problemas, ahora se utilizan generalmente benchmarks sintéticos como Dhrystone para estimar el rendimiento informático en aplicaciones comúnmente utilizadas, y el IPS en bruto ha caído en desuso.
El término se usa comúnmente en asociación con un prefijo métrico (k, M, G, T, P o E) para formar kilo instrucciones por segundo (kIPS), mega instrucciones por segundo (MIPS), giga instrucciones por segundo (GIPS) y así sucesivamente. Anteriormente, TIPS se usaba ocasionalmente para «thousand IPS».

## Cálculo
Las IPS se pueden calcular usando esta ecuación:
{\displaystyle {\text{IPS}}={\text{sockets}}\times {\frac {\text{cores}}{\text{chip}}}\times {\text{clock}}\times {\frac {\text{Is}}{\text{cycle}}}}
Sin embargo, la medición de instrucciones/ciclo depende de la secuencia de instrucciones, los datos y factores externos.

## Unidades de escala
Para los primeros microprocesadores de 8 bits y de 16 bits, el rendimiento se medía en mil instrucciones por segundo, o kilo instrucciones por segundo (kIPS).
El término «mega instrucciones por segundo» se volvió útil a finales de los años 1970. El IBM System/370 modelo 158–3 y el VAX-11/780 se consideraban aproximadamente equivalentes a 1 MIPS.

## Tipos de instrucciones
La velocidad de una CPU dada depende de muchos factores, como el tipo de instrucciones que se ejecutan, el orden de ejecución y la presencia de instrucciones de ramificación (problemáticas en tuberías de CPU). Las tasas de instrucciones de CPU son diferentes de las frecuencias de reloj, usualmente reportadas en Hz, ya que cada instrucción puede requerir varios ciclos de reloj para completarse o el procesador puede ser capaz de ejecutar múltiples instrucciones independientes simultáneamente. Los MIPS pueden ser útiles al comparar el rendimiento entre procesadores hechos con arquitectura similar (por ejemplo, microcontroladores PIC), pero son difíciles de comparar entre arquitectura de procesadores diferentes, especialmente entre arquitecturas RISC y CISC. Esto llevó al término «Meaningless Indicator of Processor Speed» o, menos comúnmente, «Meaningless Indices of Performance», popular entre la gente técnica a mediados de los años 1980.

### La mezcla Gibson (1959)
Antes de que estuvieran disponibles benchmarks estándar, la calificación de velocidad promedio de las computadoras se basaba en cálculos para una mezcla de instrucciones con los resultados dados en kilo instrucciones por segundo (kIPS). Entre los primeros intentos de definir una colección específica de instrucciones para cronometrar fue la mezcla Gibson, producida por Jack Clark Gibson de IBM para aplicaciones científicas en 1959.
Gibson dividió las instrucciones de computadora en 12 clases, basadas en la arquitectura IBM 704, agregando una 13.ª clase para contabilizar el tiempo de indexación. Los pesos se basaban principalmente en el análisis de siete programas científicos ejecutados en el 704, con una pequeña contribución de algunos programas IBM 650. La puntuación general era entonces la suma ponderada de la velocidad de ejecución promedio para instrucciones en cada clase.
| La mezcla Gibson                        | %    |
| --------------------------------------- | ---- |
| 1. Cargas y almacenes                   | 31.2 |
| 2. Suma y resta de punto fijo           | 6.1  |
| 3. Comparaciones                        | 3.8  |
| 4. Ramificaciones                       | 16.6 |
| 5. Suma y resta de punto flotante       | 6.9  |
| 6. Multiplicación de punto flotante     | 3.8  |
| 7. División de punto flotante           | 1.5  |
| 8. Multiplicación de punto fijo         | 0.6  |
| 9. División de punto fijo               | 0.2  |
| 10. Desplazamientos                     | 4.4  |
| 11. Lógicas, Y, O, etc.                 | 1.6  |
| 12. Instrucciones que no usan registros | 5.3  |
| 13. Indexación                          | 18   |
|                                         |      |
| Total                                   | 100  |

La mezcla Gibson es un producto de su era, cuando las velocidades de las computadoras aún se medían en kIPS. 
Otras calificaciones, como la mezcla ADP que no incluye operaciones de punto flotante, se produjeron para aplicaciones comerciales.
Estas calificaciones tempranas no eran tan sistemáticas como los enfoques posteriores, aunque la idea de crear un benchmark para parecerse a aplicaciones del mundo real (más tarde llamado «benchmark sintético») persistiría.

### Dos sabores de VAX MIPS
El VAX-11/780 se lanzó en 1977. Se comercializó como capaz de ejecutar el equivalente a 1 millón de instrucciones System/370 por segundo, la primera minicomputadora en lograr tal velocidad. El VAX-11/780 se convertiría rápidamente en una unidad de referencia para mediciones de MIPS, en dos benchmarks separados:
- El benchmark Whetstone de 1972 se modificó en 1980 para combinar tres de sus medidas de velocidad de operaciones enteras en un «VAX MIPS». Originalmente incluía una mezcla de 42 declaraciones escritas en ALGOL 60 (124 instrucciones en el compilador KDF9), aunque para 1980 se había reescrito en Fortran.
- El benchmark Dhrystone de 1984, pesado en enteros y cadenas, heredó la idea de usar VAX como referencia de MIPS. Sus resultados se reportaban en «DMIPS», para Dhrystone MIPS. Cada Dhrystone MIPS se definía como la capacidad de ejecutar el bucle principal de Dhrystone 1757 veces por segundo, la puntuación que recibió el VAX-11/780 en este benchmark.

### Otras mezclas de instrucciones
zMIPS se refiere a la medida de MIPS utilizada internamente por IBM para calificar sus servidores de mainframe (zSeries, IBM System z9 e IBM System z10).
Millones de operaciones ponderadas por segundo (WMOPS) es una medición similar, utilizada para códecs de audio.

## Otros factores que afectan las instrucciones por segundo
Las velocidades MIPS efectivas dependen en gran medida del lenguaje de programación utilizado: algunos compiladores generan código altamente eficiente, otros no. El informe Whetstone tiene una tabla que muestra velocidades MWIPS de PC a través de intérpretes y compiladores tempranos hasta lenguajes modernos. El primer compilador de PC fue para BASIC (1982) cuando una CPU 8088/87 de 4,8 MHz obtuvo 0,01 MWIPS. Los resultados en un Intel Core 2 Duo de 2,4 GHz (1 CPU 2007) varían de 9,7 MWIPS usando intérprete BASIC, 59 MWIPS a través de compilador BASIC, 347 MWIPS usando Fortran de 1987, 1.534 MWIPS a través de HTML/Java hasta 2.403 MWIPS usando un compilador moderno de C/C++.

## Cronología de instrucciones por segundo

### Resultados de CPU
| Procesador / Sistema                            | Dhrystone MIPS o MIPS, y frecuencia   | Instrucciones D por ciclo de reloj | Instrucciones D por ciclo de reloj por núcleo | Año         | Fuente               |
| ----------------------------------------------- | ------------------------------------- | ---------------------------------- | --------------------------------------------- | ----------- | -------------------- |
| UNIVAC I                                        | 0,002 MIPS a 2,25 MHz                 | 0,0008                             | 0,0008                                        | 1951        | [ 7 ]                |
| IBM 7030 («Stretch»)                            | 1,200 MIPS a 3,30 MHz                 | 0,364                              | 0,364                                         | 1961        | [ 8 ] [ 9 ]          |
| CDC 6600                                        | 10,00 MIPS a 10,00 MHz                | 1                                  | 1                                             | 1965        | [ 10 ] [ 11 ]        |
| Intel 4004                                      | 0,092 MIPS a 0,740 MHz (No Dhrystone) | 0,124                              | 0,124                                         | 1971        | [ 12 ]               |
| IBM System/370 Modelo 158                       | 0,640 MIPS a 8,696 MHz                | 0,0736                             | 0,0736                                        | 1972        | [ 13 ]               |
| Intel 8080                                      | 0,290 MIPS a 2,000 MHz (No Dhrystone) | 0,145                              | 0,145                                         | 1974        | [ 14 ]               |
| Cray 1                                          | 160,0 MIPS a 80,00 MHz                | 2                                  | 2                                             | 1975        | [ 15 ]               |
| MOS Technology 6502                             | 0,430 MIPS a 1,000 MHz                | 0,43                               | 0,43                                          | 1975        | [ 16 ]               |
| Intel 8085                                      | 0,435 MIPS a 3,000 MHz (No Dhrystone) | 0,145                              | 0,145                                         | 1976        | [ 14 ]               |
| Zilog Z80                                       | 0,580 MIPS a 4,000 MHz (No Dhrystone) | 0,145                              | 0,145                                         | 1976        | [ 16 ]               |
| Signetics 8X300                                 | 4,000 MIPS a 8,000 MHz                | 0,5                                | 0,5                                           | 1976        | [ 17 ]               |
| Motorola 6802                                   | 0,500 MIPS a 1,000 MHz                | 0,5                                | 0,5                                           | 1977        | [ 18 ]               |
| IBM System/370 Modelo 158-3                     | 0,730 MIPS a 8,696 MHz                | 0,0839                             | 0,0839                                        | 1977        | [ 13 ]               |
| VAX-11/780                                      | 1,000 MIPS a 5,000 MHz                | 0,2                                | 0,2                                           | 1977        | [ 13 ]               |
| Motorola 6809                                   | 0,420 MIPS a 1,000 MHz                | 0,42                               | 0,42                                          | 1978        | [ 16 ]               |
| Intel 8086                                      | 0,330 MIPS a 5,000 MHz                | 0,066                              | 0,066                                         | 1978        | [ 14 ]               |
| Fujitsu MB8843                                  | 2,000 MIPS a 2,000 MHz (No Dhrystone) | 1                                  | 1                                             | 1978        | [ 19 ]               |
| Intel 8088                                      | 0,750 MIPS a 10,00 MHz                | 0,075                              | 0,075                                         | 1979        | [ 14 ]               |
| Motorola 68000                                  | 1,400 MIPS a 8,000 MHz                | 0,175                              | 0,175                                         | 1979        | [ 16 ]               |
| Zilog Z8001/Z8002                               | 1,5 MIPS a 6 MHz                      | 0,25                               | 0,25                                          | 1979        | [ 20 ]               |
| Intel 8035/8039/8048                            | 0,400 MIPS a 6 MHz (No Dhrystone)     | ,066                               | ,066                                          | 1980        | [ 21 ]               |
| Fujitsu MB8843/MB8844                           | 6 MIPS a 6 MHz (No Dhrystone)         | 1                                  | 1                                             | 1980        | [ 19 ]               |
| Zilog Z80/Z80H                                  | 1,16 MIPS a 8 MHz (No Dhrystone)      | 0,145                              | 0,145                                         | 1981        | [ 16 ] [ 22 ]        |
| Motorola 6802                                   | 1,79 MIPS a 3,58 MHz                  | 0,5                                | 0,5                                           | 1981        | [ 18 ] [ 23 ]        |
| Zilog Z8001/Z8002B                              | 2,5 MIPS a 10 MHz                     | 0,25                               | 0,25                                          | 1981        | [ 20 ]               |
| MOS Technology 6502                             | 2,522 MIPS a 5,865 MHz                | 0,43                               | 0,43                                          | 1981        | [ 16 ] [ 23 ]        |
| Intel 80286                                     | 1,28 MIPS a 12 MHz                    | 0,107                              | 0,107                                         | 1982        | [ 13 ]               |
| Motorola 68010                                  | 2,407 MIPS a 12,5 MHz                 | 0,193                              | 0,193                                         | 1982        | [ 24 ]               |
| NEC V20                                         | 4 MIPS a 8 MHz (No Dhrystone)         | 0,5                                | 0,5                                           | 1982        | [ 25 ]               |
| Texas Instruments TMS32010                      | 5 MIPS a 20 MHz                       | 0,25                               | 0,25                                          | 1983        | [ 26 ]               |
| NEC V30                                         | 5 MIPS a 10 MHz (No Dhrystone)        | 0,5                                | 0,5                                           | 1983        | [ 25 ]               |
| Motorola 68020                                  | 4,848 MIPS a 16 MHz                   | 0,303                              | 0,303                                         | 1984        | [ 27 ]               |
| Hitachi HD63705                                 | 2 MIPS a 2 MHz                        | 1                                  | 1                                             | 1985        | [ 28 ] [ 29 ]        |
| Intel i386DX                                    | 2,15 MIPS a 16 MHz                    | 0,134                              | 0,134                                         | 1985        | [ 13 ]               |
| Hitachi-Motorola 68HC000                        | 3,5 MIPS a 20 MHz                     | 0,175                              | 0,175                                         | 1985        | [ 16 ]               |
| Intel 8751                                      | 1 MIPS a 12 MHz                       | 0,083                              | 0,083                                         | 1985        | [ 30 ]               |
| WDC 65C816 / Ricoh 5A22                         | 0,22 MIPS a 2,8 MHz                   | 0,08                               | 0,08                                          | 1985        |                      |
| ARM2                                            | 4 MIPS a 8 MHz                        | 0,5                                | 0,5                                           | 1986        | [ 31 ]               |
| Stanford MIPS R2000 / R2000A                    | 8 / 9,8 MIPS a 12,5 MHz               | 0,64 - 0,78                        | 0,64 - 0,78                                   | 1986 / 1988 | [ 32 ] [ 33 ]        |
| Sun SPARC / Fujitsu MB86900                     | 10 MIPS a 16,6 MHz                    | 0,6                                | 0,6                                           | 1986        | [ 34 ]               |
| Texas Instruments TMS34010                      | 6 MIPS a 50 MHz                       | 0,12                               | 0,12                                          | 1986        | [ 35 ]               |
| NEC V70                                         | 6,6 MIPS a 20 MHz                     | 0,33                               | 0,33                                          | 1987        | [ 36 ]               |
| Motorola 68030                                  | 9 MIPS a 25 MHz                       | 0,36                               | 0,36                                          | 1987        | [ 37 ] [ 38 ]        |
| Gmicro/200                                      | 10 MIPS a 20 MHz                      | 0,5                                | 0,5                                           | 1987        | [ 39 ]               |
| Texas Instruments TMS320C20                     | 12,5 MIPS a 25 MHz                    | 0,5                                | 0,5                                           | 1987        | [ 40 ]               |
| Analog Devices ADSP-2100                        | 12,5 MIPS a 12,5 MHz                  | 1                                  | 1                                             | 1987        | [ 41 ]               |
| Texas Instruments TMS320C25                     | 25 MIPS a 50 MHz                      | 0,5                                | 0,5                                           | 1987        | [ 40 ]               |
| Intel i486DX                                    | 8,7 MIPS a 25 MHz                     | 0,348                              | 0,348                                         | 1989        | [ 13 ]               |
| NEC V80                                         | 16,5 MIPS a 33 MHz                    | 0,5                                | 0,5                                           | 1989        | [ 36 ]               |
| Intel i860                                      | 25 MIPS a 25 MHz                      | 1                                  | 1                                             | 1989        | [ 42 ]               |
| ARM3                                            | 12 MIPS a 25 MHz                      | 0,5                                | 0,5                                           | 1989        | [ 43 ]               |
| Motorola 68040                                  | 44 MIPS a 40 MHz                      | 1,1                                | 1,1                                           | 1990        | [ 44 ]               |
| AMD Am386                                       | 9 MIPS a 40 MHz                       | 0,225                              | 0,225                                         | 1991        | [ 45 ]               |
| Intel i486DX                                    | 11,1 MIPS a 33 MHz                    | 0,336                              | 0,336                                         | 1991        | [ 13 ]               |
| Intel i860                                      | 50 MIPS a 50 MHz                      | 1                                  | 1                                             | 1991        | [ 42 ]               |
| Intel i486DX2                                   | 25,6 MIPS a 66 MHz                    | 0,388                              | 0,388                                         | 1992        | [ 13 ]               |
| Alpha 21064 (EV4)                               | 86 MIPS a 150 MHz                     | 0,573                              | 0,573                                         | 1992        | [ 13 ]               |
| Alpha 21064 (EV4S/EV45)                         | 135 MIPS a 200 MHz                    | 0,675                              | 0,675                                         | 1993        | [ 13 ] [ 46 ]        |
| MIPS R4400                                      | 85 MIPS a 150 MHz                     | 0,567                              | 0,567                                         | 1993        | [ 47 ]               |
| Gmicro/500                                      | 132 MIPS a 66 MHz                     | 2                                  | 2                                             | 1993        | [ 48 ]               |
| IBM-Motorola PowerPC 601                        | 157,7 MIPS a 80 MHz                   | 1,971                              | 1,971                                         | 1993        | [ 49 ]               |
| ARM7                                            | 40 MIPS a 45 MHz                      | 0,889                              | 0,889                                         | 1994        | [ 50 ]               |
| Intel DX4                                       | 70 MIPS a 100 MHz                     | 0,7                                | 0,7                                           | 1994        | [ 14 ]               |
| Motorola 68060                                  | 110 MIPS a 75 MHz                     | 1,33                               | 1,33                                          | 1994        |                      |
| Intel Pentium                                   | 188 MIPS a 100 MHz                    | 1,88                               | 1,88                                          | 1994        | [ 51 ]               |
| Microchip PIC16F                                | 5 MIPS a 20 MHz                       | 0,25                               | 0,25                                          | 1995        | [ 52 ]               |
| IBM-Motorola PowerPC 603e                       | 188 MIPS a 133 MHz                    | 1,414                              | 1,414                                         | 1995        | [ 53 ]               |
| ARM 7500FE                                      | 35,9 MIPS a 40 MHz                    | 0,9                                | 0,9                                           | 1996        |                      |
| IBM-Motorola PowerPC 603ev                      | 423 MIPS a 300 MHz                    | 1,41                               | 1,41                                          | 1996        | [ 53 ]               |
| Intel Pentium Pro                               | 541 MIPS a 200 MHz                    | 2,7                                | 2,7                                           | 1996        | [ 54 ]               |
| Hitachi SH-4                                    | 360 MIPS a 200 MHz                    | 1,8                                | 1,8                                           | 1997        | [ 55 ] [ 56 ]        |
| IBM-Motorola PowerPC 750                        | 525 MIPS a 233 MHz                    | 2,3                                | 2,3                                           | 1997        |                      |
| Zilog eZ80                                      | 6,6 MIPS a 20 MHz                     | 0,33                               | 0,33                                          | 1999        | [ 57 ]               |
| Intel Pentium III                               | 2.054 MIPS a 600 MHz                  | 3,4                                | 3,4                                           | 1999        | [ 51 ]               |
| Freescale MPC8272                               | 760 MIPS a 400 MHz                    | 1,9                                | 1,9                                           | 2000        | [ 58 ]               |
| AMD Athlon                                      | 3.561 MIPS a 1,2 GHz                  | 3,0                                | 3,0                                           | 2000        |                      |
| Silicon Recognition ZISC 78                     | 8.600 MIPS a 33 MHz                   | 260,6                              | 260,6                                         | 2000        | [ 59 ]               |
| ARM11                                           | 515 MIPS a 412 MHz                    | 1,25                               | 1,25                                          | 2002        | [ 60 ]               |
| AMD Athlon XP 2500+                             | 7.527 MIPS a 1,83 GHz                 | 4,1                                | 4,1                                           | 2003        | [ 51 ]               |
| Pentium 4 Extreme Edition                       | 9.726 MIPS a 3,2 GHz                  | 3,0                                | 3,0                                           | 2003        |                      |
| Microchip PIC10F                                | 1 MIPS a 4 MHz                        | 0,25                               | 0,25                                          | 2004        | [ 61 ] [ 62 ]        |
| ARM Cortex-M3                                   | 125 MIPS a 100 MHz                    | 1,25                               | 1,25                                          | 2004        | [ 63 ]               |
| Nios II                                         | 190 MIPS a 165 MHz                    | 1,13                               | 1,13                                          | 2004        | [ 64 ]               |
| MIPS32 4KEc                                     | 356 MIPS a 233 MHz                    | 1,5                                | 1,5                                           | 2004        | [ 65 ]               |
| VIA C7                                          | 1.799 MIPS a 1,3 GHz                  | 1,4                                | 1,4                                           | 2005        | [ 66 ]               |
| ARM Cortex-A8                                   | 2.000 MIPS a 1,0 GHz                  | 2,0                                | 2,0                                           | 2005        | [ 67 ]               |
| AMD Athlon FX-57                                | 12.000 MIPS a 2,8 GHz                 | 4,3                                | 4,3                                           | 2005        |                      |
| AMD Athlon 64 3800+ X2 (2 núcleos)              | 14.564 MIPS a 2,0 GHz                 | 7,3                                | 3,6                                           | 2005        | [ 68 ]               |
| PowerPC G4 MPC7448                              | 3.910 MIPS a 1,7 GHz                  | 2,3                                | 2,3                                           | 2005        | [ 69 ]               |
| ARM Cortex-R4                                   | 450 MIPS a 270 MHz                    | 1,66                               | 1,66                                          | 2006        | [ 70 ]               |
| MIPS32 24K                                      | 604 MIPS a 400 MHz                    | 1,51                               | 1,51                                          | 2006        | [ 71 ]               |
| PS3 Cell BE (PPE solamente)                     | 10.240 MIPS a 3,2 GHz                 | 3,2                                | 3,2                                           | 2006        |                      |
| IBM Xenon CPU (3 núcleos)                       | 19.200 MIPS a 3,2 GHz                 | 6,0                                | 2,0                                           | 2005        |                      |
| AMD Athlon FX-60 (2 núcleos)                    | 18.938 MIPS a 2,6 GHz                 | 7,3                                | 3,6                                           | 2006        | [ 68 ]               |
| Intel Core 2 Extreme X6800 (2 núcleos)          | 27.079 MIPS a 2,93 GHz                | 9,2                                | 4,6                                           | 2006        | [ 68 ]               |
| Intel Core 2 Extreme QX6700 (4 núcleos)         | 49.161 MIPS a 2,66 GHz                | 18,4                               | 4,6                                           | 2006        | [ 72 ]               |
| MIPS64 20Kc                                     | 1.370 MIPS a 600 MHz                  | 2,3                                | 2,3                                           | 2007        | [ 73 ]               |
| P.A. Semi PA6T-1682M                            | 8.800 MIPS a 1,8 GHz                  | 4,4                                | 4,4                                           | 2007        | [ 74 ]               |
| Qualcomm Scorpion (Cortex A8-like)              | 2.100 MIPS a 1 GHz                    | 2,1                                | 2,1                                           | 2008        | [ 60 ]               |
| Intel Atom N270                                 | 3.846 MIPS a 1,6 GHz                  | 2,4                                | 2,4                                           | 2008        | [ 75 ]               |
| Intel Core 2 Extreme QX9770 (4 núcleos)         | 59.455 MIPS a 3,2 GHz                 | 18,6                               | 4,6                                           | 2008        | [ 72 ]               |
| Intel Core i7 920 (4 núcleos)                   | 82.300 MIPS a 2,93 GHz                | 28,089                             | 7,022                                         | 2008        | [ 76 ]               |
| ARM Cortex-M0                                   | 45 MIPS a 50 MHz                      | 0,9                                | 0,9                                           | 2009        | [ 77 ]               |
| ARM Cortex-A9 (2 núcleos)                       | 7.500 MIPS a 1,5 GHz                  | 5,0                                | 2,5                                           | 2009        | [ 78 ]               |
| AMD Phenom II X4 940 Black Edition              | 42.820 MIPS a 3,0 GHz                 | 14,3                               | 3,5                                           | 2009        | [ 79 ]               |
| AMD Phenom II X6 1100T                          | 78.440 MIPS a 3,3 GHz                 | 23,7                               | 3,9                                           | 2010        | [ 76 ]               |
| Intel Core i7 Extreme Edition 980X (6 núcleos)  | 147.600 MIPS a 3,33 GHz               | 44,7                               | 7,46                                          | 2010        | [ 80 ]               |
| ARM Cortex A5                                   | 1.256 MIPS a 800 MHz                  | 1,57                               | 1,57                                          | 2011        | [ 67 ]               |
| ARM Cortex A7                                   | 2.850 MIPS a 1,5 GHz                  | 1,9                                | 1,9                                           | 2011        | [ 60 ]               |
| Qualcomm Krait (Cortex A15-like, 2 núcleos)     | 9.900 MIPS a 1,5 GHz                  | 6,6                                | 3,3                                           | 2011        | [ 60 ]               |
| AMD E-350 (2 núcleos)                           | 10.000 MIPS a 1,6 GHz                 | 6,25                               | 3,125                                         | 2011        | [ 81 ]               |
| Nvidia Tegra 3 (Cuatro núcleos Cortex-A9)       | 13.800 MIPS a 1,5 GHz                 | 9,2                                | 2,5                                           | 2011        |                      |
| Samsung Exynos 5250 (Cortex-A15-like 2 núcleos) | 14.000 MIPS a 2,0 GHz                 | 7,0                                | 3,5                                           | 2011        | [ 82 ]               |
| Intel Core i5-2500K (4 núcleos)                 | 83.000 MIPS a 3,3 GHz                 | 25,152                             | 6,288                                         | 2011        | [ 83 ]               |
| Intel Core i7 875K                              | 92.100 MIPS a 2,93 GHz                | 31,4                               | 7,85                                          | 2011        | [ 76 ]               |
| AMD FX-8150 (8 núcleos)                         | 90.749 MIPS a 3,6 GHz                 | 25,2                               | 3,15                                          | 2011        | [ 84 ]               |
| Intel Core i7 2600K (4 núcleos)                 | 117.160 MIPS a 3,4 GHz                | 34,45                              | 8,61                                          | 2011        | [ 85 ]               |
| Intel Core i7-3960X (6 núcleos)                 | 176.170 MIPS a 3,3 GHz                | 53,38                              | 8,89                                          | 2011        | [ 86 ]               |
| AMD FX-8350 (8 núcleos)                         | 97.125 MIPS a 4,2 GHz                 | 23,1                               | 2,9                                           | 2012        | [ 84 ] [ 87 ]        |
| AMD FX-9590 (8 núcleos)                         | 115.625 MIPS a 5,0 GHz                | 23,1                               | 2,9                                           | 2012        | [ 76 ]               |
| Intel Core i7 3770K (4 núcleos)                 | 106.924 MIPS a 3,9 GHz                | 27,4                               | 6,9                                           | 2012        | [ 84 ]               |
| Intel Core i7 4770K (4 núcleos)                 | 133.740 MIPS a 3,9 GHz                | 34,29                              | 8,57                                          | 2013        | [ 84 ] [ 87 ] [ 88 ] |
| Intel Core i7 5960X (8 núcleos)                 | 298.190 MIPS a 3,5 GHz                | 85,2                               | 10,65                                         | 2014        | [ 89 ]               |
| Intel Core i7 6950X (10 núcleos)                | 320.440 MIPS a 3,5 GHz                | 91,55                              | 9,16                                          | 2016        | [ 90 ]               |
| ARM Cortex A73 (4 núcleos)                      | 71.120 MIPS a 2,8 GHz                 | 25,4                               | 6,35                                          | 2016        |                      |
| ARM Cortex A75                                  |                                       |                                    | 8,2-9,5                                       | 2017        | [ 91 ]               |
| ARM Cortex A76                                  |                                       |                                    | 10,7-12,4                                     | 2018        | [ 91 ]               |
| ARM Cortex A53                                  | 2.300 MIPS a 1 GHz                    | 2,3                                | 2,3                                           | 2012        | [ 92 ]               |
| ARM Cortex A35                                  | 2.100 MIPS a 1 GHz                    | 2,1                                | 2,1                                           | 2015        | [ 92 ]               |
| ARM Cortex A72                                  | 15.750 a 18.375 a 2,5 GHz             | 6,3 a 7,35                         | 6,3 a 7,35                                    | 2015        | [ 92 ]               |
| ARM Cortex A57                                  | 10.250 a 11.750 a 2,5 GHz             | 4,1 a 4,7                          | 4,1 a 4,7                                     | 2012        | [ 92 ]               |
| Sitara AM64x ARM Cortex A53 (2 núcleos)         | 5.992 MIPS a 1 GHz                    | 6                                  | 3                                             | 2021        | [ 93 ]               |
| AMD Ryzen 7 1800X (8 núcleos)                   | 304.510 MIPS a 3,7 GHz                | 82,3                               | 10,29                                         | 2017        | [ 94 ]               |
| Intel Core i7-8086K (6 núcleos)                 | 221.720 MIPS a 5,0 GHz                | 44,34                              | 7,39                                          | 2018        | [ 95 ]               |
| Intel Core i9-9900K (8 núcleos)                 | 412.090 MIPS a 4,7 GHz                | 87,68                              | 10,96                                         | 2018        | [ 96 ]               |
| AMD Ryzen 9 3950X (16 núcleos)                  | 749.070 MIPS a 4,6 GHz                | 162,84                             | 10,18                                         | 2019        | [ 96 ]               |
| AMD Ryzen Threadripper 3990X (64 núcleos)       | 2.356.230 MIPS a 4,35 GHz             | 541,66                             | 8,46                                          | 2020        | [ 97 ]               |
| Intel Core i5-11600K (6 núcleos)                | 346.350 MIPS a 4,92 GHz               | 57,72                              | 11,73                                         | 2021        | [ 98 ]               |
| Procesador / Sistema                            | Dhrystone MIPS / MIPS                 | Instrucciones D por ciclo de reloj | Instrucciones D por ciclo de reloj por núcleo | Año         | Fuente               |

### Resultados de clúster multi-CPU
| Procesador / Sistema                                | Dhrystone MIPS o MIPS, y frecuencia | Instrucciones D por ciclo de reloj | Instrucciones D por ciclo de reloj por núcleo | Año  | Fuente  |
| --------------------------------------------------- | ----------------------------------- | ---------------------------------- | --------------------------------------------- | ---- | ------- |
| LINKS-1 Computer Graphics System (257 procesadores) | 642,5 MIPS a 10 MHz                 | 2,5                                | 0,25                                          | 1982 | [ 99 ]  |
| Sega System 16 (4 procesadores)                     | 16,33 MIPS a 10 MHz                 | 4,083                              | 1,020                                         | 1985 | [ 100 ] |
| Namco System 21 (10 procesadores)                   | 73,927 MIPS a 25 MHz                | 2,957                              | 0,296                                         | 1988 | [ 101 ] |
| Atari Hard Drivin' (7 procesadores)                 | 33,573 MIPS a 50 MHz                | 0,671                              | 0,0959                                        | 1989 | [ 102 ] |
| NEC SX-3 (4 procesadores)                           | 680 MIPS a 400 MHz                  | 1,7                                | 0,425                                         | 1989 | [ 103 ] |
| Namco System 21 (Galaxian³) (96 procesadores)       | 1.660,386 MIPS a 40 MHz             | 41,51                              | 0,432                                         | 1990 | [ 104 ] |
| SGI Onyx RealityEngine2 (36 procesadores)           | 2.640 MIPS a 150 MHz                | 17,6                               | 0,489                                         | 1993 | [ 105 ] |
| Namco Magic Edge Hornet Simulator (36 procesadores) | 2.880 MIPS a 150 MHz                | 19,2                               | 0,533                                         | 1993 | [ 47 ]  |
| Sega Naomi Multiboard (32 procesadores)             | 6.400 MIPS a 200 MHz                | 32                                 | 1                                             | 1999 | [ 106 ] |
| Raspberry Pi 2 (cuatro núcleos ARM Cortex A7)       | 4.744 MIPS a 1,0 GHz                | 4,744                              | 1,186                                         | 2014 | [ 107 ] |
| Procesador / Sistema                                | Dhrystone MIPS / MIPS               | Instrucciones D por ciclo de reloj | Instrucciones D por ciclo de reloj por núcleo | Año  | Fuente  |